# Panchlora dumicola
Panchlora dumicola är en kackerlacksart som beskrevs av Rocha e Silva och Gurney 1962. Panchlora dumicola ingår i släktet Panchlora och familjen jättekackerlackor. Inga underarter finns listade i Catalogue of Life.